# Пію темногузий
Пію темногузий (Synallaxis rutilans) — вид горобцеподібних птахів родини горнерових (Furnariidae). Мешкає в Південній Америці.

## Опис
Довжина птаха становить 14,5-15 см, вага 15-22 г. Забарвлення птаха різниться в залежності від підвиду. У представників західних підвидів спина, голова і груди рудувато-коричневі або рудуваті, горло чорне, хвіст чорнуватий, жиаіт коричнювато-сірий. У представників центральних підвидів спина має оливковий відтінок. У представників східного підвиду S. r. omissa лише крила мають рудуватий відтінок, а голова, спина і нижня частина тіла є коричнювато-сірими, горло і хвіст у них чорні.

## Підвиди
Виділяють сім підвидів:

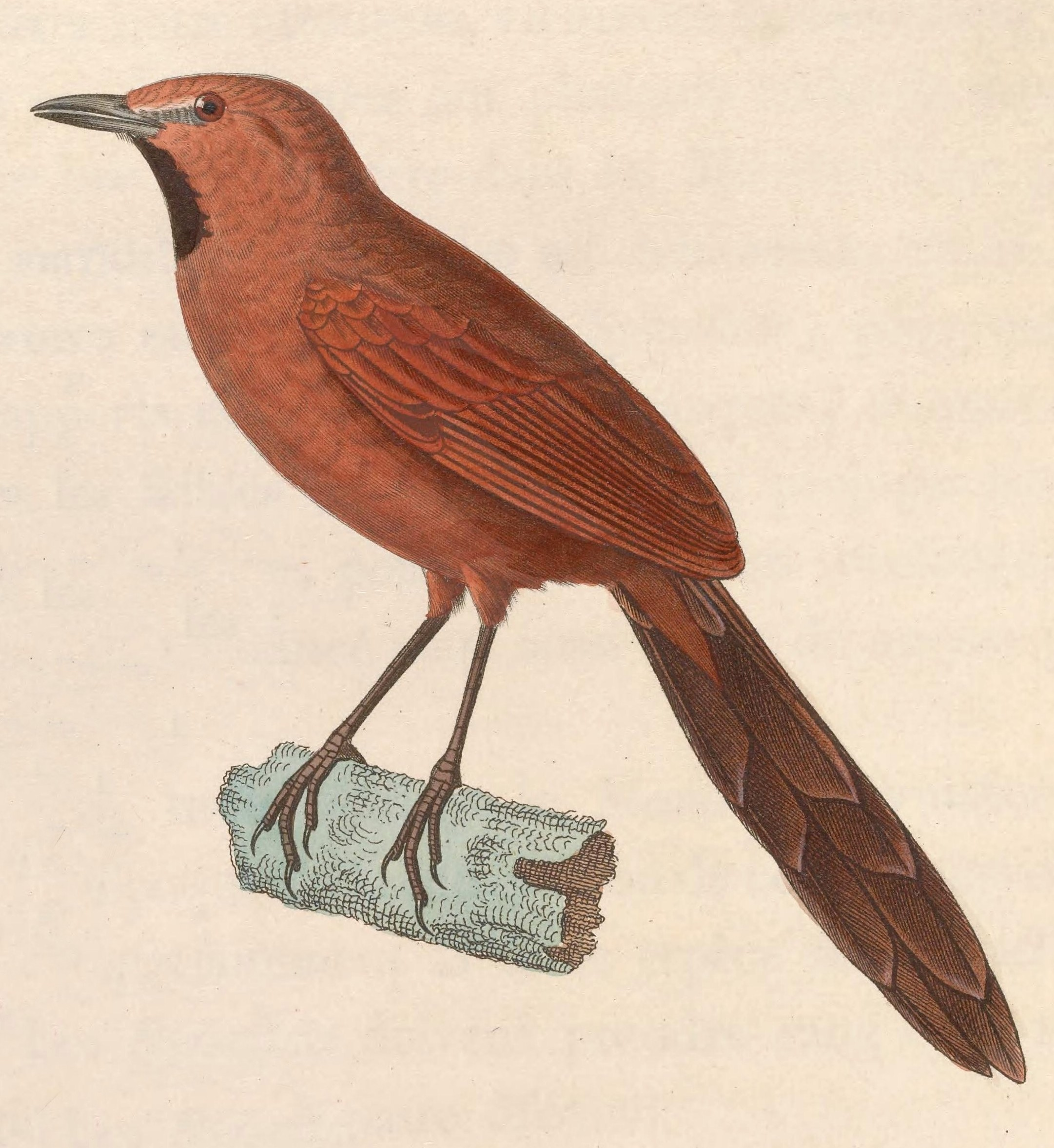
Темногузий пію

- S. r. caquetensis Chapman, 1914 — південно-східна Колумбія (Мета, Какета, Ґуав'яре і Ваупес), східний Еквадор і північно-східне Перу;
- S. r. confinis Zimmer, JT, 1935 — північно-західна Бразилія (на захід від Ріу-Неґру);
- S. r. dissors Zimmer, JT, 1935 — східна Колумбія (Вічада, Ґуайнія), південна Венесуела (Амазонас, Болівар), Гвіана і північна Бразилія (на схід від Ріу-Неґру);
- S. r. amazonica Hellmayr, 1907 — схід Перу, західна і центральна Бразилія (на південь від Амазонки на схід до Тапажоса) і північна Болівія (Пандо, північне Бені);
- S. r. rutilans Temminck, 1823 — схід центральної Бразилії (від Тапажоса до Токантінса, на південь до північно-східного Мату-Гросу);
- S. r. omissa Hartert, E, 1901 — східна Бразилія (від Токантінса на схід до північного Мараньяну);
- S. r. tertia Hellmayr, 1907 — південно-західна Бразилія (південь і південний захід Мату-Гросу) і східна Болівія (схід Санта-Крусу).

## Поширення і екологія
Темногузі пію мешкають в Колумбії, Венесуелі, Гаяні, Французькій Гвіані, Суринамі, Бразилії, Еквадорі, Перу і Болівії. Вони живуть в підліску вологих рівнинних тропічних лісів Амазонії. Зустрічаються парами на висоті до 1200 м над рівнем моря. Іноді приєднуються до змішаних зграй птахів. Живляться комахами, яких шукають на землі серед палого листя. Гніздо кулеподібне з довгим трубчастим входом. В кладці 3-4 яйця.